# Septième District
Pour plus de détails, voir Fiche technique et Distribution.
Septième District (titre original : The Great O'Malley) est un film américain réalisé par William Dieterle et sorti en 1937.

## Synopsis
James O'Malley est un officier de police trop zélé et impitoyable qui respecte à la lettre la loi et distribue des amendes pour des infractions mineures. Il arrête John Phillips, le retardant assez longtemps pour le faire arriver en retard à son nouvel emploi qui l'aiderait à prendre soin de sa femme et de sa fille paralysée, Barbara. Après avoir perdu son emploi pour être en retard, Phillips devient désespéré et tente de mettre en gage ses médailles de guerre et un revolver. Le propriétaire du magasin ne veut pas lui payer ce que valent les articles, provoquant la colère de Phillips, renversant le commis et prenant de l'argent à la caisse enregistreuse. Cela conduit à l'arrestation de Phillips et à sa condamnation à la prison pour vol qualifié. 
Pendant ce temps, O'Malley est ridiculisé pour avoir été trop dur avec les travailleurs normaux et est rétrogradé par le capitaine Cromwell, étant réaffecté en tant que brigadier scolaire dans la même école que fréquente la fille de Phillips. Barbara et O'Malley se lient d'amitié, alors qu'il tombe amoureux de son professeur, Judy Nolan, dont le dédain adoucit son attitude disciplinaire. Après qu'O'Malley découvre que Barbara est la fille de l'homme qu'il a envoyé en prison, il subvient à ses besoins et à ceux de sa mère, trouvant secrètement le médecin pour réparer la jambe paralysée de Barbara, élaborant un plan de paiement pour le financer et aidant à obtenir la libération conditionnelle de Phillips. Ignorant l'aide d'O'Malley, Phillips, cherchant à se venger, tire sur l'officier par désespoir, pensant qu'O'Malley le traque simplement juste après sa libération conditionnelle. 
O'Malley, encore plus humanisé par cette expérience, décide d'exonérer Phillips, affirmant que la fusillade a été accidentellement provoquée par lui-même, après avoir trébuché dans les escaliers. O'Malley récupère bientôt et est réintégré à son ancien rythme, avec le respect de ses collègues officiers et l'admiration amoureuse de Judy.

## Fiche technique
- Titre : Septième District
- Titre original : The Great O'Malley
- Réalisation : William Dieterle
- Scénario : Milton Krims, Tom Reed d'après une histoire de Gerald Beaumont
- Production : Warner Bros.
- Musique : Heinz Roemheld
- Photographie : Ernest Haller
- Montage : Warren Low
- Durée : 71 minutes
- Dates de sortie :
  - États-Unis : 13 février 1937
  - France : 28 mai 1937

## Distribution
- Pat O'Brien : James Aloysius O'Malley
- Sybil Jason : Barbara Phillips
- Humphrey Bogart : John Phillips
- Ann Sheridan : Judy Nolan
- Frieda Inescort : Mrs. Phillips
- Donald Crisp : Captain Cromwell
- Henry O'Neill : avocat de la défense
- Craig Reynolds
- Hobart Cavanaugh : Pinky Holden
- Gordon Hart : le docteur
- Mary Gordon : Mrs. O'Malley
- Mabel Colcord : Mrs. Flaherty
- Frank Sheridan : Father Patrick
- Lillian Harmer : Miss Taylor
- Delmar Watson : Tubby
- Frank Reicher : Dr. Larson
- Robert Homans : le policier Jim Dugan